# Layamon
Layamon (ook wel Laghamon of Lawman) was een dichter uit het begin van de 13e eeuw.
Hij is bekend geworden vanwege zijn Brut (± 1215), een bewerking in het Middelengels van het werk Le Roman de Brut van de Normandische dichter Wace. Dit werk was op zijn beurt weer gebaseerd op de Historia regum Britanniae van Geoffrey van Monmouth.
Het werk beschrijft een geschiedenis van Britannia, beginnend bij de val van Troje en de aankomst van Brutus van Brittannië en eindigend met de dood van Cædwalla, koning van Wessex, in 689.
Layamon beschrijft zichzelf in zijn werk als een priester uit Areley Kings in Worcestershire. Hij zou veel door Engeland gereisd hebben om materiaal te verzamelen. Als bronnen noemt hij onder andere Beda en de genoemde 'Roman de Brut'. De details die Layamon toevoegt aan de eerdere verhalen worden toegeschreven aan Bretonse, Normandische en Welshe bronnen. Het werk bevat een mengeling van Oudengelse allitererende verzen en het destijds nieuwe eindrijm. Het is van grote invloed geweest op latere schrijvers, onder wie Thomas Malory, zeker waar het de Arthur-legendes betreft, maar ook figuren als Cymbeline en Lear (later vereeuwigd door William Shakespeare) werden geïntroduceerd.